# FFA Cup (2014)
FFA Cup 2014 – pierwsza edycja, australijskiego krajowego pucharu piłkarskiego FFA Cup.
W rywalizacji wzięło udział łącznie 631 drużyn z całego kraju. Drużyny z A-League rozpoczęły turniej od rundy głównej (1/16 finału) razem z 22 drużynami, które uzyskały awans z rundy kwalifikacyjnej. Runda główna FFA Cup rozpoczęła się 29 lipca, zakończyła się 16 grudnia 2014. Zwycięzcą rozgrywek FFA Cup została drużyna Adelaide United, która pokonała w finale drużynę Perth Glory FC.
Sponsorem tytularnym rozgrywek było przedsiębiorstwo Westfield Group, w związku z czym obowiązywała nazwa marketingowa Westfield FFA Cup.

## Format rozgrywek
Turniej FFA Cup został podzielony na dwa główne etapy: rundę kwalifikacyjną i rundę główną. W rundzie kwalifikacyjnej biorą udział zespoły, które występują w National Premier Leagues oraz w niższych ligach stanowych. Awans do rundy głównej uzyskają 22 drużyny i łącznie z drużynami z A-League (zapewniony start od 1/16 finału) wystąpi od tego etapu rozgrywek 32 drużyny.
Poszczególnym federacją stanowym przypada określona liczba miejsc w rundzie głównej:
- Football NSW (Nowa Południowa Walia): 7 drużyn;
- Football Federation Victoria (Wiktoria): 4 drużyny;
- Football Queensland (Queensland): 4 drużyny;
- Football West (Australia Zachodnia): 2 drużyny;
- Northern NSW Football (północna część Nowej Południowej Walii): 2 drużyny;
- Football Federation South Australia (Australia Południowa): 1 drużyna;
- Football Federation Tasmania (Tasmania): 1 drużyna;
- Capital Football (Australijskie Terytorium Stołeczne): 1 drużyna.

Liczba miejsc została ustalona na podstawie liczby zarejestrowanych piłkarzy w danej federacji.
Od 1/16 finału uczestnicy turnieju zostają podzieleni na 3 koszyk: koszyk A (4 kluby z A-League, które awansowały do półfinału w serii finałowej w poprzednim sezonie), koszyk B (6 klubów z A-League, które nie zakwalifikowały się do serii finałowej lub półfinału w poprzednim sezonie) i koszyk C (22 kluby z NPL i/lub niższych lig stanowych). Drużyny z koszyka C stworzą pary tylko z zespołami z koszyka A lub C, natomiast drużyny z koszka B zagrają między sobą. W kolejnych etapach turnieju (od 1/8 finału) drużyny zostaną przydzielone do 2 koszyków: koszyk A (kluby z A-League) i koszyk B (kluby z NPL i/lub niższych lig stanowych). Drużyny z koszyka A i B utworzą poszczególne pary w każdej z faz turnieju.

### Finał
W 2015 roku Australia będzie gospodarzem Pucharu Azji, w związku z tym wydarzeniem finał FFA Cup odbędzie się 16 grudnia 2014 roku. Football Federation Australia planuje przyszłe finały rozgrywać w Australia Day.

## Uczestnicy
| A-League | National Premier Leagues i/lub niższe ligi stanowe | National Premier Leagues i/lub niższe ligi stanowe |
| 10 drużyn | 22 drużyny | 22 drużyny |
| - Adelaide United - Brisbane Roar - Central Coast Mariners - Melbourne City FC - Melbourne Victory FC - Newcastle United Jets - Perth Glory FC - Sydney FC - Wellington Phoenix - Western Sydney Wanderers FC | - Blacktown City FC (FNSW) - Hakoah Sydney City East FC (FNSW) - Manly United FC (FNSW) - Parramatta FC (FNSW) - South Coast Wolves (FNSW) - Sydney Olympic (FNSW) - Sydney United 58 FC (FNSW) - Bentleigh Greens SC (FFV) - Melbourne Knights (FFV) - South Springvale SC (FFV) - St Albans Saints SC (FFV) | - Brisbane Strikers (FQ) - Far North Queensland FC (FQ) - Olympic FC (FQ) - Palm Beach SC (FQ) - Broadmeadow Magic FC (NNSWF) - South Cardiff FC (NNSWF) - Bayswater City SC (FW) - Stirling Lions SC (FW) - Adelaide City (FFSA) - Tuggeranong United FC (CF) - South Hobart FC (FFT) |

Objaśnienia:
1. FNSW – Football NSW;
2. FFV – Football Federation Victoria;
3. FQ – Football Queensland;
4. NNSWF – Northern NSW Football;
5. FW – Football West;
6. FFSA – Football Federation South Australia;
7. CF – Capital Football;
8. FFT – Football Federation Tasmania.

## Terminarz
| Runda                | Data losowania       | Data spotkania                         |
| -------------------- | -------------------- | -------------------------------------- |
| Runda kwalifikacyjna | –                    | 6 kwietnia 2013 – 25 czerwca 2014      |
| 1/16 finału          | 27 czerwca 2014      | 29 lipca – 20 sierpnia 2014            |
| 1/8 finału           | 22 sierpnia 2014     | 16 września – 23 września 2014         |
| Ćwierćfinał          | 23 września 2014     | 14 października – 29 października 2014 |
| Półfinał             | 31 października 2014 | 11 listopada – 25 listopada 2014       |
| Finał                | 31 października 2014 | 16 grudnia 2014                        |

## Koszyki
Drużyny, które awansowały do 1/16 FFA Cup zostały podzielone na trzy koszyki: A, B i C. Do koszyka A zostały przydzielone 4 zespoły z A-League, które awansowały do półfinału w serii finałowej w sezonie 2013/2014. W koszyku B znalazło się 6 zespołów, które nie zakwalifikowały się do serii finałowej lub półfinału w sezonie 2013/2014. Do koszyka C przypisano 22 zespoły, które awansowały do 1/16 finału FFA Cup poprzez kwalifikacje stanowe.
| Koszyk A                                                                                      | Koszyk B | Koszyk C | Koszyk C | Koszyk C |
| - Brisbane Roar - Central Coast Mariners - Melbourne Victory FC - Western Sydney Wanderers FC | - Adelaide United - Melbourne City FC - Newcastle United Jets - Perth Glory FC - Sydney FC - Wellington Phoenix | - Adelaide City - Bayswater City SC - Bentleigh Greens SC - Blacktown City FC - Brisbane Strikers - Broadmeadow Magic FC - Far North Queensland FC | - Hakoah Sydney City East FC - Manly United FC - Melbourne Knights - Olympic FC - Palm Beach SC - Parramatta FC - South Cardiff FC | - South Coast Wolves - South Hobart FC - South Springvale SC - St Albans Saints SC - Stirling Lions SC - Sydney Olympic - Sydney United 58 FC - Tuggeranong United FC |

Od 1/8 finału drużyny zostały podzielone na dwa koszyki: A i B. W koszyku A znalazły się zespołu z A-League, które zapewniły sobie awans w poprzedniej rundzie. Do koszyka B przydzielono drużyny z niższych lig, które wywalczyły awans w poprzedniej rundzie. Drużyny z koszyka A i B utworzą poszczególne pary w każdej z pozostałej faz turnieju.
| Koszyk A | Koszyk B | Koszyk B | Koszyk B |
| - Adelaide United (finał) - Brisbane Roar (1/8 finału) - Central Coast Mariners (półfinał) - Melbourne Victory FC (ćwierćfinał) - Perth Glory FC (finał) - Sydney FC (ćwierćfinał) | - Adelaide City (ćwierćfinał) - Bentleigh Greens SC (półfinał) - Brisbane Strikers (1/8 finału) - Olympic FC (1/8 finału) - Palm Beach SC (ćwierćfinał) | - South Springvale SC (1/8 finału) - St Albans Saints SC (1/8 finału) - Sydney Olympic (1/8 finału) - Sydney United 58 FC (1/8 finału) - Tuggeranong United FC (1/8 finału) |          |

Uwagi: w nawiasach podano ostatnią rundę do której dany zespół był losowany.

## Runda kwalifikacyjna
W rundzie kwalifikacyjnej wzięło udział łącznie 621 drużyn z 8 stanowych federacji, które walczyły o 22 miejsca premiowane awansem do rundy głównej.

### Capital Football
Federacja Capital Football organizowała rundę kwalifikacyjną w Australijskim Terytorium Stołecznym. Runda kwalifikacyjna odbyła się od 6 kwietnia do 28 sierpnia 2013 roku i złożona była z 6 etapów. Rozegrana została w ramach Federation Cup 2013. Do głównej rundy zakwalifikował się zwycięzca Federation Cup 2013, drużyna Tuggeranong United FC. Początkowo Capital Football planował aby zwycięzca Federation Cup 2014 zakwalifikował się do rundy głównej FFA Cup 2014; jednak Tuggeranong United FC złożyła protest do zarządu Capital Football, który przychyli się do wniosku klubu w dniu 18 lutego 2014 roku i dopuścił drużynę Tuggeranong United FC do rundy głównej FFA Cup 2014.

### Football Federation South Australia
Federacja Football Federation South Australia przeprowadziła rundę kwalifikacyjną w stanie Australia Południowa. Runda kwalifikacyjna rozpoczęła się 15 lutego i zakończyła się 31 maja 2014 roku, składała się z 5 etapów. Rozgrywana była w ramach Coca Cola Federation Cup 2014. Do głównej rundy zakwalifikował się zwycięzca Coca Cola Federation Cup 2014, drużyna Adelaide City FC.

### Northern NSW Football
Northern NSW Football organizował rundę kwalifikacyjną w północnej części stanu Nowa Południowa Walia. Runda kwalifikacyjna rozpoczęła się 15 lutego i zakończyła się 22 czerwca 2014 roku, składała się z 7 etapów. Rozgrywana była w ramach State Cup 2014. Do głównej rundy zakwalifikowali się zwycięzcy par półfinałowych State Cup 2014: Broadmeadow Magic FC i South Cardiff FC.

### Football Queensland
Football Queensland przeprowadził rundę kwalifikacyjną w stanie Queensland. Runda kwalifikacyjna rozpoczęła się 23 lutego i zakończyła się 21 czerwca 2014 roku, składała się z 7 etapów. Rozgrywana była w ramach Football Queensland Cup 2014. Do głównej rundy zakwalifikowali się zwycięzcy par 6 rundy Football Queensland Cup 2014: Brisbane Strikers, Far North Queensland FC, Olympic FC i Palm Beach SC.

### Football Federation Victoria
Football Federation Victoria organizował rundę kwalifikacyjną w stanie Wiktoria. Runda kwalifikacyjna rozpoczęła się 1 marca i zakończyła się 25 czerwca 2014 roku, składała się z 7 etapów. Rozgrywana była w ramach Dockerty Cup 2014. Do głównej rundy zakwalifikowali się zwycięzcy par ćwierćfinałowych Dockerty Cup 2014: Bentleigh Greens SC, Melbourne Knights, South Springvale SC i St Albans Saints SC.

### Football Federation Tasmania
Football Federation Tasmania przeprowadził rundę kwalifikacyjną w stanie Tasmania. Runda kwalifikacyjna rozpoczęła się 8 marca i zakończyła się 9 czerwca 2014 roku, złożona była z 5 etapów. Rozgrywana była w ramach Lakoseljac Cup 2014. Do głównej rundy zakwalifikował się zwycięzca Lakoseljac Cup 2014, drużyna South Hobart FC.

### Football NSW
Football NSW organizował rundę kwalifikacyjną w stanie Nowa Południowa Walia. Runda kwalifikacyjna rozpoczęła się 15 marca i zakończyła się 17 czerwca 2014 roku, składała się z 8 etapów. Rozgrywana była w ramach Waratah Cup 2014. Do głównej rundy zakwalifikowali się zwycięzcy par ćwierćfinałowych: Blacktown City FC, Manly United FC, South Coast Wolves i Sydney Olympic oraz zwycięzcy baraży: Hakoah Sydney City East FC, Parramatta FC i Sydney United 58 FC.

### Football West
Football West organizował rundę kwalifikacyjną w stanie Australia Zachodnia. Runda kwalifikacyjna rozpoczęła się 29 marca i zakończyła się 2 czerwca 2014 roku, składała się z 5 etapów. Rozgrywana była w ramach Cool Ridge Cup 2014. Do głównej rundy zakwalifikowali się zwycięzcy par półfinałowych Cool Ridge Cup 2014: Bayswater City SC i Stirling Lions SC.

## Runda główna

### 1/16 finału
| 29 lipca 2014 19:30 (UTC+10:00) | Broadmeadow Magic FC · Petitt 58'                                                      | 1 – 2 (dog.)Raport | Brisbane Strikers · 60' Thurtell · 103' Coulson                    | Wanderers Oval, Newcastle Widzów: 1 523 Sędzia: Tim McGilchrist |
|                                 | kartki: · Haynes 39' · Piddington 82' · Lewis 106' · Bowling 82', 115' · Petitt 120+1' |                    | kartki: · 53' Thurtell · 87' Savage · 98' Partridge · 108' Richter |                                                                 |

| 29 lipca 2014 19:30 (UTC+10:00)       | South Springvale SC · Florea 25' · Dimitrakopoulos 78' | 2 – 2 (dog.) k. 4:3Raport                            | South Cardiff FC · 4' Ashton · 41' Wallace | Kingston Heath Soccer Complex, Melbourne Widzów: 1 420 Sędzia: Alex Azcurra |
|                                       | kartki: · Dimitrakopoulos 52'                          |                                                      |                                            |                                                                             |
|                                       |                                                        | Rzuty karne                                          |                                            |                                                                             |
| Diaco · Drakos · Fitzgerald · Skledar |                                                        | D. Johnson · Gazzard · Brynes · Stevens · J. Johnson |                                            |                                                                             |

| 29 lipca 2014 19:30 (UTC+10:00) | Manly United FC · Payne 10'     | 1 – 3Raport | Sydney Olympic · 58', 76' M. Gaitatzis · 74' H. Gaitatzis | Cromer Park, Sydney Widzów: 1 800 Sędzia: Stephen Lucas |
|                                 | kartki: · Grant 23' · Payne 87' |             | kartki: · 87' Spyrakis · 90' Tomaras                      |                                                         |

| 29 lipca 2014 19:30 (UTC+10:00) | Olympic FC · McLean 17', 25' · Jafari 86' | 3 – 1Raport | Melbourne Knights · 52' O’Doherty                                              | Goodwin Park, Brisbane Widzów: 2 195 Sędzia: Alex King |
|                                 | kartki: · Smits 45'                       |             | kartki: · 14' Simms · 45' Visevic · 47' Uskok · 30', 78' O’Doherty · 90+1' May |                                                        |

| 5 sierpnia 2014 19:30 (UTC+10:00) | Parramatta FC                   | 0 – 1Raport | St Albans Saints SC · 34' Devlin    | Melita Stadium, Sydney Widzów: 780 Sędzia: Chris Young |
|                                   | kartki: · Gatt 38' · Clowes 64' |             | kartki: · 59' Paterson · 83' Harvey |                                                        |

| 5 sierpnia 2014 19:30 (UTC+10:00)                | South Hobart FC · Kiddey sam. 69' | 1 – 1 (dog.) k. 4:5Raport                                  | Tuggeranong United FC · 85' Z. Munster | KGV Park, Hobart Widzów: 1 472 Sędzia: Patrick Chaplin |
|                                                  | kartki: · Scott 62'               |                                                            | kartki: · 113' Pettit                  |                                                        |
|                                                  |                                   | Rzuty karne                                                |                                        |                                                        |
| Ludford · Undy · Mann · Scott · Brennan · Ludlow |                                   | Stewart · Z. Munster · E. Munster · Reis · Menser · Pettit |                                        |                                                        |

| 5 sierpnia 2014 19:30 (UTC+10:00) | Newcastle United Jets              | 0 – 2Raport | Perth Glory FC · 20', 88' Keogh | Wanderers Oval, Newcastle Widzów: 2 877 Sędzia: Kris Griffiths-Jones |
|                                   | kartki: · Jaliens 35' · Steele 53' |             | kartki: · 45' Clisby            |                                                                      |

| 5 sierpnia 2014 20:00 (UTC+09:30) | Adelaide United · Cirio 31'                  | 1 – 0Raport | Wellington Phoenix    | Marden Sports Complex, Adelaide Widzów: 2 804 Sędzia: Shaun Evans |
|                                   | kartki: · Mabil 26' · Elrich 46' · Jeggo 61' |             | kartki: · 80' Krishna |                                                                   |

| 12 sierpnia 2014 20:00 (UTC+09:30) | Adelaide City · Love 75'         | 1 – 0Raport | Western Sydney Wanderers FC                            | Marden Sports Complex, Adelaide Widzów: 2 701 Sędzia: Alan Milliner |
|                                    | kartki: · Costa 89' · Tobias 90' |             | kartki: · 29' Mullen · 39' Topor-Stanley · 79' Sotirio |                                                                     |

| 12 sierpnia 2014 19:30 (UTC+10:00) | Blacktown City FC        | 0 – 1Raport | Bentleigh Greens SC · 40' Stirton  | Gabbie Stadium, Sydney Widzów: 624 Sędzia: Stephen Lucas |
|                                    | kartki: · Cairncross 75' |             | kartki: · 68' Wallace · 90+3' Bray |                                                          |

| 12 sierpnia 2014 19:30 (UTC+10:00) | Sydney United 58 FC · Tomelic 14' · Mileski 60' · Pavlović 71', 78' | 4 – 1Raport | Far North Queensland FC · 90' Smith | Sydney United Sports Centre, Sydney Widzów: 750 Sędzia: Jonathan Barreiro |
|                                    |                                                                     |             |                                     |                                                                           |

| 12 sierpnia 2014 19:30 (UTC+10:00) | Melbourne City FC · Kalmar 64'                               | 1 – 3 (dog.)Raport | Sydney FC · 23' Gameiro · k. 111', k. 115' Abbas | Morshead Park Stadium, Ballarat Widzów: 2 801 Sędzia: Shaun Evans |
|                                    | kartki: · Ramsay 21' · Mooy 85' · Brown 90+2' · Hoffman 110' |                    | kartki: · 72' Gameiro · 90' Ibini-Isei           |                                                                   |

| 19 sierpnia 2014 19:30 (UTC+08:00) | Stirling Lions SC | 0 – 4Raport | Brisbane Roar · 30' Henrique · 55' Brown · 63' Smith · 68' Solórzano | Western Australian Athletics Stadium, Perth Widzów: 1 152 Sędzia: Lucien Laverdure |
|                                    |                   |             | kartki: · 65' Bowles · 74' Smith                                     |                                                                                    |

| 19 sierpnia 2014 19:30 (UTC+10:00) | Hakoah Sydney City East FC · Owusu 68' | 1 – 2Raport | Palm Beach SC · 4' Dragicevic · 17' Rees | Hensley Athletic Field, Sydney Widzów: 1 158 Sędzia: Matthew Cropper |
|                                    |                                        |             | kartki: · 90+1' Murphy                   |                                                                      |

| 20 sierpnia 2014 19:30 (UTC+10:00) | South Coast Wolves                                  | 0 – 1Raport | Central Coast Mariners · 13' Trifiro           | WIN Stadium, Wollongong Widzów: 5 238 Sędzia: Ben Williams |
|                                    | kartki: · Lavalle 5' · Mackenzie 15' · Robinson 19' |             | kartki: · 5' Bosnar · 32' Trifiro · 48' Cernak |                                                            |

| 20 sierpnia 2014 19:30 (UTC+08:00) | Bayswater City SC    | 0 – 2Raport | Melbourne Victory FC · 23' Barbarouses · 77' Thompson | Western Australian Athletics Stadium, Perth Widzów: 1 650 Sędzia: Kris Griffiths-Jones |
|                                    | kartki: · Burton 21' |             | kartki: · 40' Broxham                                 |                                                                                        |

### 1/8 finału
| 16 września 2014 19:30 (UTC+09:30) | Adelaide City · Costa 42'        | 1 – 0Raport | Brisbane Strikers        | Marden Sports Complex, Adelaide Widzów: 2 024 Sędzia: Rick Schneider |
|                                    | kartki: · Costa 88' · Love 90+2' |             | kartki: · 53', 83' Salin |                                                                      |

| 16 września 2014 19:30 (UTC+10:00) | Tuggeranong United FC                            | 0 – 6Raport | Melbourne Victory FC · 11', 21', 86' Berisha · 14' Delpierre · 52' Finkler · 57' Pain | Viking Park, Canberra Widzów: 5 150 Sędzia: Ben Williams |
|                                    | kartki: · Menser 1' · E. Munster 27' · Toole 32' |             | kartki: · 39' Barbarouses                                                             |                                                          |

| 16 września 2014 19:30 (UTC+10:00) | Sydney Olympic · Soeda 90+4'                                   | 1 – 2Raport | Bentleigh Greens SC · k. 7' McCormick · 11' De Vries | Belmore Sports Ground, Belmore Widzów: 827 Sędzia: Strebre Delovski |
|                                    | kartki: · Markovic 67' · Hooper 75' · Danaskos 85' · Soeda 89' |             | kartki: · 75' Pilkington · 85' Matthews              |                                                                     |

| 16 września 2014 19:30 (UTC+10:00) | Olympic FC · McLean 57'           | 1 – 3Raport | Central Coast Mariners · 2' Fitzgerald · 38' Sim · 87' Trifiro | Queensland Sport and Athletics Centre, Brisbane Widzów: 1 374 Sędzia: Chris Beath |
|                                    | kartki: · Howell 64' · McLean 69' |             |                                                                |                                                                                   |

| 23 września 2014 19:30 (UTC+09:30) | Adelaide United · Djite 35' · Cirio 47' | 2 – 0Raport | Brisbane Roar                                                               | Hindmarsh Stadium, Adelaide Widzów: 4 053 Sędzia: Shaun Evans |
|                                    | kartki: · Boogaard 55'                  |             | kartki: · 9' Hingert · 38' Donachie · 54' Miller · 75' Brattan · 79' Bowles |                                                               |

| 23 września 2014 19:30 (UTC+10:00) | Sydney United 58 FC · Paric 45'                        | 1 – 3Raport | Sydney FC · 23', 60' Naumoff · 90+2' Abbas | Sydney United Sports Centre, Sydney Widzów: 8 125 Sędzia: Kris Griffiths-Jones |
|                                    | kartki: · Triantis 21' · Stamatellis 51' · Tomelic 68' |             | kartki: · 22' Gameiro · 80' Janjetović     |                                                                                |

| 23 września 2014 19:30 (UTC+10:00) | Palm Beach SC · Boxell 81' | 1 – 0Raport | South Springvale SC                  | Cbus Super Stadium, Gold Coast Widzów: 2 370 Sędzia: Alan Milliner |
|                                    | kartki: · Mason 90'        |             | kartki: · 7' Florea · 82' Fitzgerald |                                                                    |

| 23 września 2014 19:30 (UTC+10:00) | St Albans Saints SC · McGuffie k. 68' | 1 – 4Raport | Perth Glory FC · 37', 90+4' Marinković · 62' Maclaren · 72' Keogh | Knights Stadium, Melbourne Widzów: 3 500 Sędzia: Lucien Laverdure |
|                                    | kartki: · Ross 57'                    |             |                                                                   |                                                                   |

### Ćwierćfinały
| 14 października 2014 18:30 (UTC+10:00) | Palm Beach SC      | 0 – 5Raport | Central Coast Mariners · 28' Cernak · 72', 75', 90', 90+2' Sim | Robina Stadium, Gold Coast Widzów: 2 035 Sędzia: Jarred Gillett |
|                                        | kartki: · Rees 41' |             | kartki: · 88' Sim                                              |                                                                 |

| 21 października 2014 19:30 (UTC+11:00) | Sydney FC · Brosque 51'                                          | 1 – 3 (dog.)Raport | Adelaide United · 28' Cirio · 99', 111' Djite                               | Allianz Stadium, Sydney Widzów: 3 536 Sędzia: Ben Williams |
|                                        | kartki: · Ryall 74' · Petković 87' · Gameiro 101' · Antonis 106' |                    | kartki: · 37' Jeggo · 86' Ferreira · 89' Djite · 99' Malik · 100' Galeković |                                                            |

| 29 października 2014 19:30 (UTC+10:00) | Bentleigh Greens SC · Wallace 88' · DeAbreu 104'              | 2 – 1 (dog.)Raport | Adelaide City · 48' Rideout       | Kingston Heath Soccer Complex, Melbourne Widzów: 1 902 Sędzia: Lucien Laverdure |
|                                        | kartki: · DeAbreu 26' · Gallo 66' · Webster 73' · Cavallo 90' |                    | kartki: · 47' Rideout · 62' Bucco |                                                                                 |

| 29 października 2014 19:00 (UTC+08:00) | Perth Glory FC · Keogh 15', 82' · De Silva 103' · Marinković 111' | 4 – 2 (dog.)Raport | Melbourne Victory FC · 8' Ben Khalfallah · 90+2' Finkler | Perth Oval, Perth Widzów: 3 899 Sędzia: Alan Milliner |
|                                        | kartki: · Nichols 28' · Hersi 30' · Griffiths 33' · Ferreira 109' |                    | kartki: · 10', 111' Leijer · 24', 98' Georgievski        |                                                       |

### Półfinały
| 11 listopada 2014 19:30 (UTC+10:00) | Bentleigh Greens SC                                                 | 0 – 3Raport | Perth Glory FC · 29', 50' Marinković · 84' Harold | Kingston Heath Soccer Complex, Melbourne Widzów: 3 300 Sędzia: Kris Griffiths-Jones |
|                                     | kartki: · Matthews 23' · Cavallo 32' · Pilkington 63' · Webster 70' |             | kartki: · 37' Clisby · 67' Đulbić                 |                                                                                     |

| 12 listopada 2014 19:30 (UTC+09:30) | Adelaide United · Cirio 39', 88' · Mabil 44' | 3 – 2Raport | Central Coast Mariners · 48' Simon · 90+3' Rose      | Hindmarsh Stadium, Adelaide Widzów: 4 548 Sędzia: Chris Beath |
|                                     |                                              |             | kartki: · 72' Cernak · 81' Montgomery · 89' Anderson |                                                               |

### Finał
| 16 grudnia 2014 19:30 (UTC+09:30) | Adelaide United · Cirio 67' | 1 – 0Raport | Perth Glory FC                         | Hindmarsh Stadium, Adelaide Widzów: 16 142 Sędzia: Chris Beath |
|                                   | kartki: · Isaías 69'        |             | kartki: · 31' Garcia · 41', 58' Risdon |                                                                |

|  |  |

| ADELAIDE UNITED                                                                          |    |                       |     |
|                                                                                          |    |                       |     |
| GK                                                                                       | 1  | Eugene Galekovic (k)  |     |
| RB                                                                                       | 2  | Michael Marrone       |     |
| CB                                                                                       | 4  | Dylan McGowan         |     |
| CB                                                                                       | 3  | Nigel Boogaard        |     |
| LB                                                                                       | 21 | Tarek Elrich          |     |
| RM                                                                                       | 18 | James Jeggo           |     |
| CM                                                                                       | 8  | Isaías                |     |
| LM                                                                                       | 10 | Marcelo Carrusca      | 80' |
| RF                                                                                       | 17 | Awer Mabil            | 59' |
| CF                                                                                       | 11 | Bruce Djite           | 86' |
| LF                                                                                       | 9  | Sergio Cirio          |     |
| Rezerwowi:                                                                               |    |                       |     |
| GK                                                                                       | 30 | John Hall             |     |
| MF                                                                                       | 14 | Cameron Watson        | 86' |
| MF                                                                                       | 22 | Fábio Ferreira        | 59' |
| MF                                                                                       | 24 | Bruce Kamau           |     |
| FW                                                                                       | 7  | Pablo Sánchez Alberto | 80' |
| Trener:                                                                                  |    |                       |     |
| Josep Gombau Sędzia: Chris Beath Sędziowie liniowi: George Lackrindis i Anton Shchetinin |    |                       |     |

| PERTH GLORY FC |    |                     |     |
|                |    |                     |     |
| GK             | 1  | Danny Vukovic       |     |
| RB             | 19 | Joshua Risdon       |     |
| CB             | 6  | Dino Djulbic        |     |
| CB             | 23 | Michael Thwaite (k) |     |
| LB             | 21 | Scott Jamieson      |     |
| CM             | 8  | Ruben Zadkovich     |     |
| CM             | 5  | Rostyn Griffiths    |     |
| AM             | 10 | Nebojša Marinković  | 79' |
| RF             | 11 | Richard Garcia      |     |
| LF             | 20 | Daniel De Silva     | 45' |
| CF             | 9  | Andy Keogh          |     |
| Rezerwowi:     |    |                     |     |
| GK             | 18 | Jack Duncan         |     |
| DF             | 3  | Brandon O’Neill     |     |
| FW             | 14 | Chris Harold        |     |
| FW             | 15 | Jamie Maclaren      | 79' |
| FW             | 16 | Sidnei Sciola       | 45' |
| Trener:        |    |                     |     |
| Kenny Lowe     |    |                     |     |

| Zdobywca FFA Cup 2014               |
| ----------------------------------- |
| Adelaide United 1. tytuł w historii |